# Playa de La Higuerica (Águilas)
La playa de la Higuerica es una pequeña playa situada en el espacio natural de las Cuatro Calas, en el término municipal de Águilas (Región de Murcia, España). Se accede desde la Carretera de Vera, km 5.

## Descripción
Situada en un entorno natural, su arena es dorada y está abierta a levante y protegida del poniente. Enfrente se encuentra La Cama de los Novios, un pequeño islote rocoso. 